# 스체판 1세 (크로아티아)

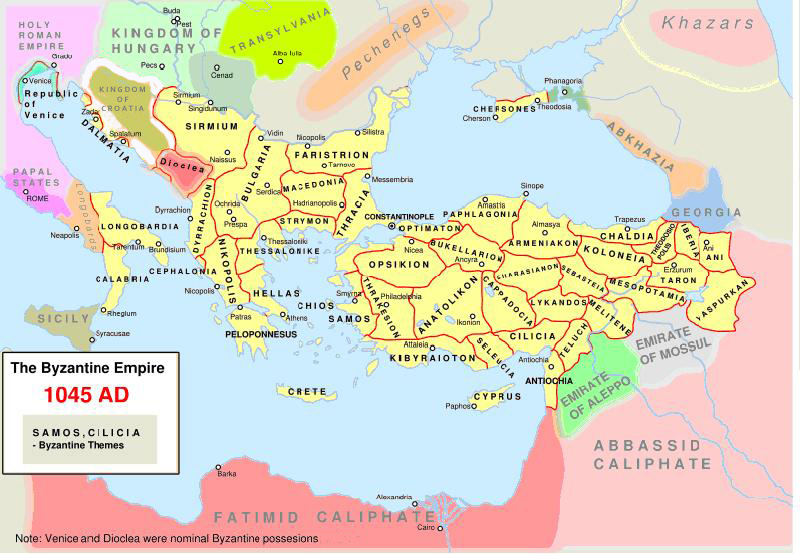
1045년경 당시의 크로아티아 왕국

스체판 1세(크로아티아어: Stjepan I, 988년경 ~ 1058년)는 크로아티아의 국왕(재위: 1030년 ~ 1058년)이다. 트르피미로비치 왕조(Trpimirović) 출신이다.

## 생애
크레시미르 3세(Krešimir III)의 아들로 태어났으며 1030년에 크레시미르 3세의 뒤를 이어 크로아티아의 국왕으로 즉위했다.
크로아티아의 국왕을 역임하던 동안에는 크로아티아의 군사력 재건에 주력했다. 1038년부터 1041년 사이에는 베네치아 공화국의 지배를 받고 있던 자다르를 정복했다. 1040년에는 크닌에 기독교 감독 관구를 설치하면서 크로아티아 왕국의 세력을 드라바강으로 확대했다.
크로아티아는 스체판 1세 시대에 들어서면서 상업, 무역이 크게 발전했다. 또한 자다르, 크닌, 비오그라드나모루, 스플리트, 아드리아해 연안 지방의 도시들에서는 귀족들의 정치가 발전했다. 슬라보니아 지방에서는 새로운 농지를 찾는 사람이 증가했는데 자그레브, 시사크는 슬라보니아 지방에서 가장 큰 도시였다. 크로아티아의 왕위는 페타르 크레시미르 4세(Petar Krešimir IV)가 승계받았다.
| 전임 크레시미르 3세 | 크로아티아의 국왕 1030년 ~ 1058년 | 후임 페타르 크레시미르 4세 |

## 같이 보기
- 트르피미로비치 왕조
- 크로아티아의 역사